# Courtland (Mississipi)
Courtland és una població dels Estats Units a l'estat de Mississipi. Segons el cens del 2000 tenia 460 habitants.

## Demografia
Segons el cens del 2000, Courtland tenia 460 habitants, 157 habitatges, i 127 famílies. La densitat de població era de 157,2 habitants per km².
Dels 157 habitatges en un 43,3% hi vivien nens de menys de 18 anys, en un 59,9% hi vivien parelles casades, en un 19,1% dones solteres, i en un 18,5% no eren unitats familiars. En el 17,8% dels habitatges hi vivien persones soles el 6,4% de les quals corresponia a persones de 65 anys o més que vivien soles. El nombre mitjà de persones vivint en cada habitatge era de 2,93 i el nombre mitjà de persones que vivien en cada família era de 3,32.
Per edats la població es repartia de la següent manera: un 32,6% tenia menys de 18 anys, un 7,4% entre 18 i 24, un 30,9% entre 25 i 44, un 19,3% de 45 a 60 i un 9,8% 65 anys o més.
L'edat mediana era de 32 anys. Per cada 100 dones de 18 o més anys hi havia 86,7 homes.
La renda mediana per habitatge era de 35.729 $ i la renda mediana per família de 38.125 $. Els homes tenien una renda mediana de 32.125 $ mentre que les dones 19.375 $. La renda per capita de la població era de 17.130 $. Entorn del 12,4% de les famílies i el 16,5% de la població estaven per davall del llindar de pobresa.

## Poblacions més properes
El següent diagrama mostra les poblacions més properes.